# 縞状鉄鉱床

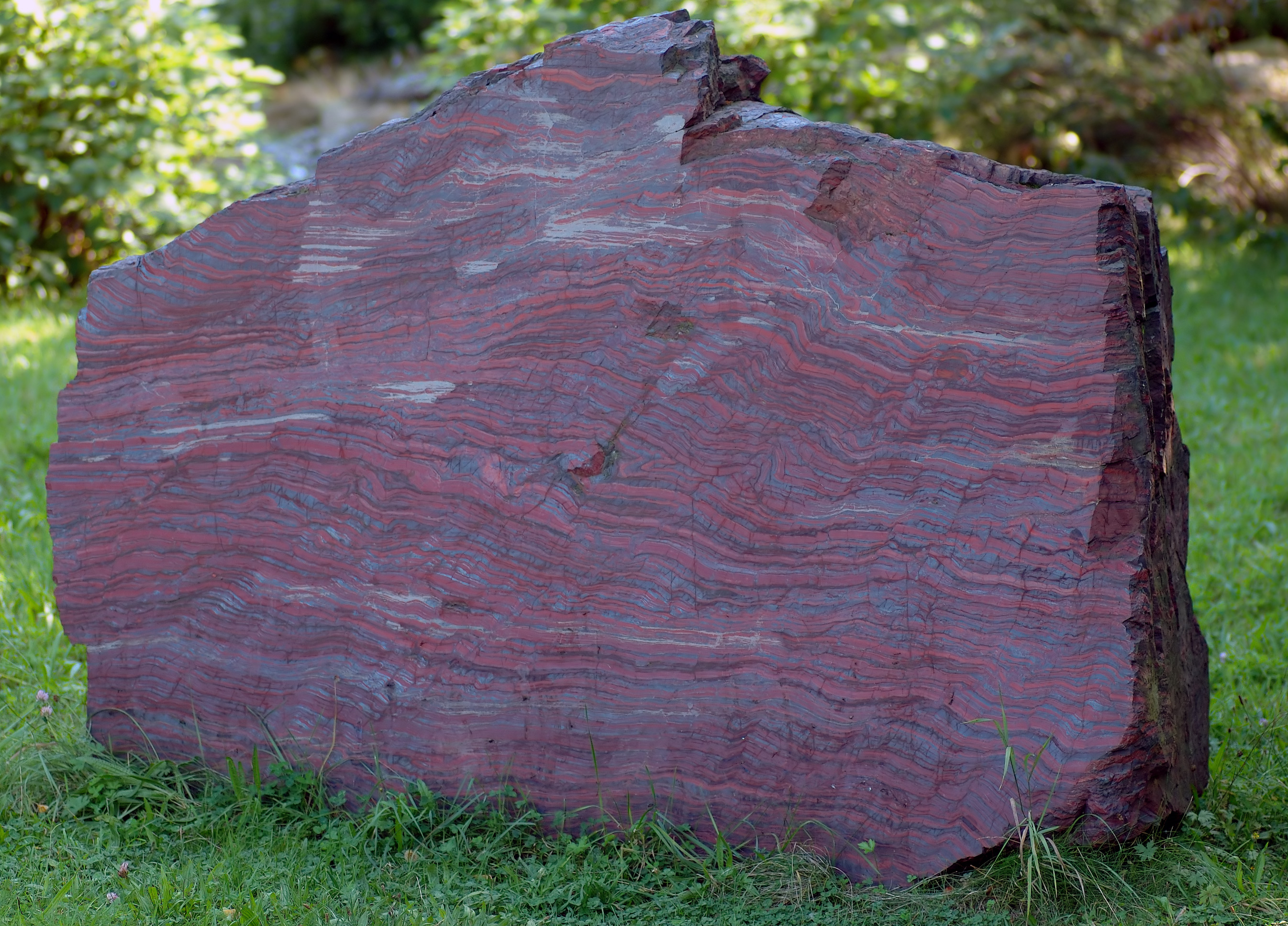
21億年前の縞状鉄鉱床から採掘された鉄鉱石、幅3m高さ2m

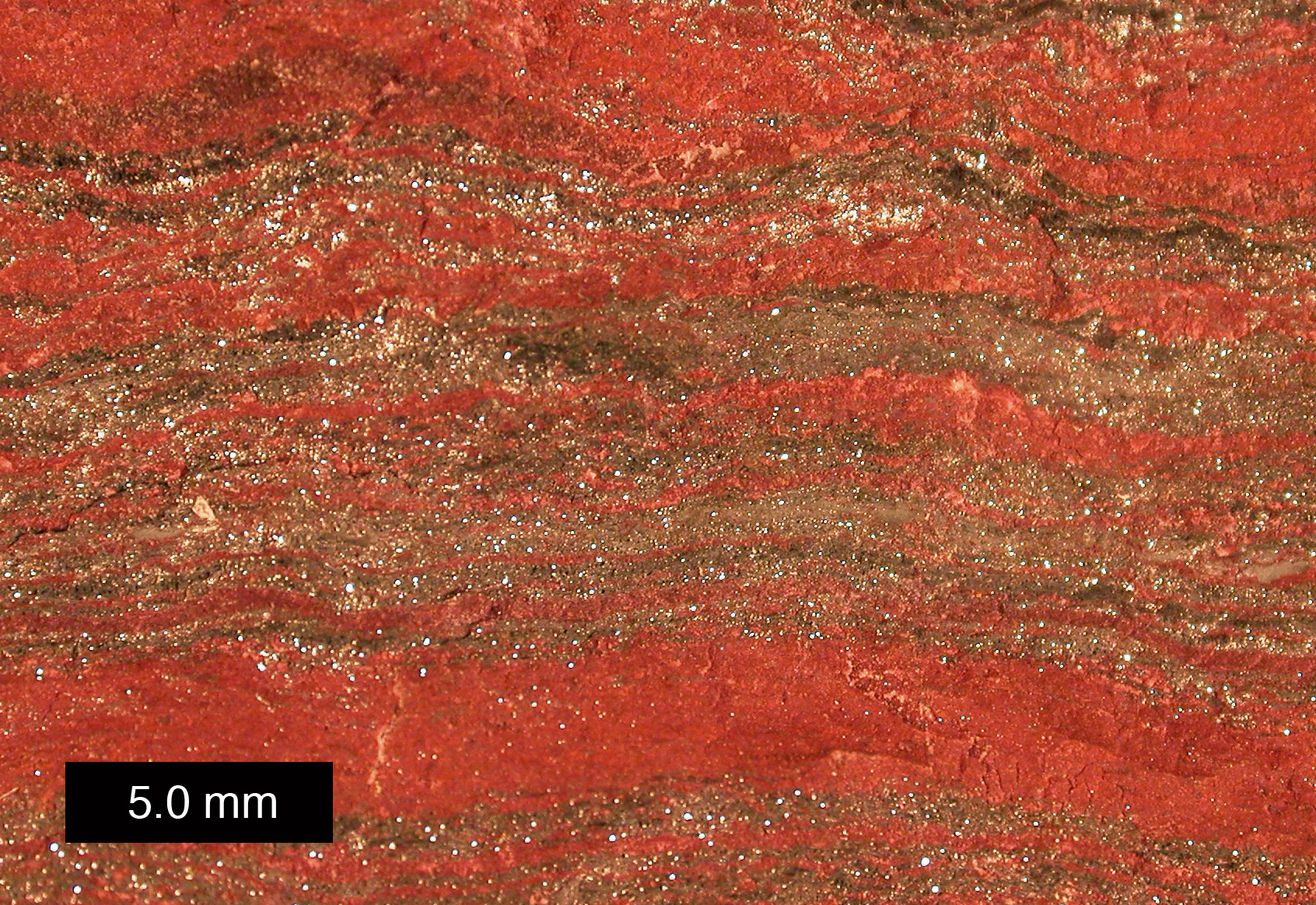
ミシガン州の縞状鉄鉱床の標本

縞状鉄鉱床（しまじょうてっこうしょう、Banded Iron Formation、BIF）あるいは縞状鉄鉱鉱床、しま状鉄鉱鉱床（しまじょうてっこうこうしょう）は、写真のように縞模様が特徴的な鉄鉱石の鉱床である。一般に非常に大規模な鉱床を形成しており、現在工業的に使われる鉄鉱石の大半がこの縞状鉄鉱床から採掘されている。縞状鉄鉱層（しまじょうてっこうそう）とも呼ばれる。

## 概要
先カンブリア時代の海底に堆積した酸化鉄を主体とする堆積鉱床である。北アメリカやオーストラリアには厚さが数百m、長さが数百km以上に達する大規模な鉱床があり、全世界の鉄鉱石埋蔵量（1500億トン）の大半がこの縞状鉄鉱床である。また機械による大規模な採掘が可能なので、現在の世界の鉄鉱石の需要（年間約6億トン）の大部分を縞状鉄鉱床から産出する鉄鉱石がまかなっている。縞状鉄鉱床の名は、鉄鉱石に富む部分と主にケイ酸塩鉱物から成る部分が、各々厚さ0.5～3cm程度の縞状に細かく互層していることから名づけられた。鉱床の生成原因は、当時の無酸素状態の海水に大量に溶解していた鉄イオンが、生物の光合成が始まって以後その副産物である酸素分子に酸化されて海中に沈殿したものと考えられている。

## 産出状態

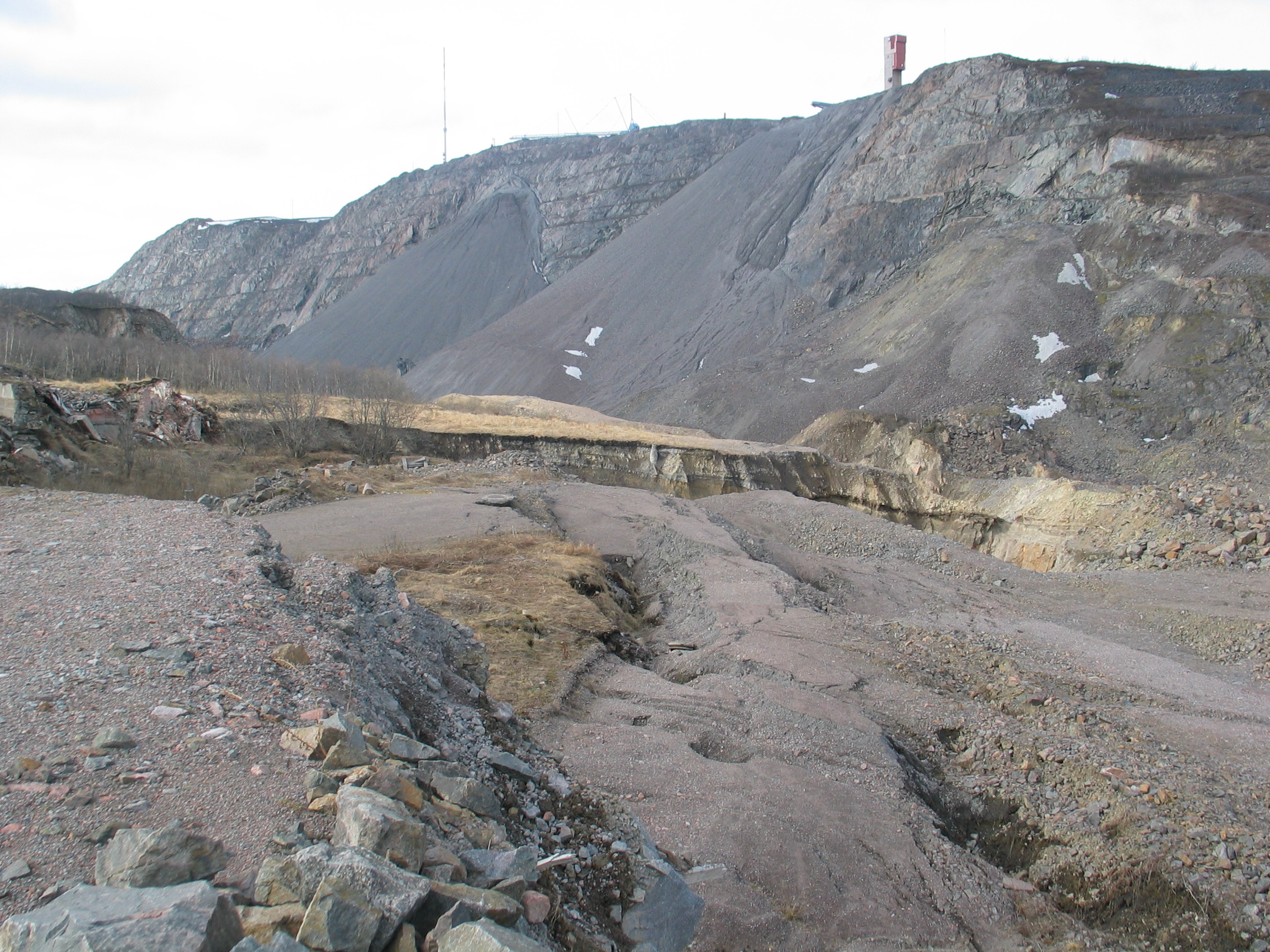
スウェーデン、キルナ鉄鉱山の露天掘り

主に産出するのは38億年～19億年前の年代の地層で、それ以後は約7億年前の一時期堆積したのみ。特に27億年前～19億年前の時期に非常に大規模な鉱床が形成された。例えば北アメリカ大陸のカナダ東部のラブラドールからケベックにかけての鉄鉱床は1,000kmに達し、その先は切れ切れながらアメリカ合衆国の五大湖周辺まで約2,000km以上も続いている。その他オーストラリア（Hamersley）、旧ソ連（KurskとKryvyi Rih）、南米、インド、中国（吉林省）、南アフリカ、北ヨーロッパ（右写真）に大規模な鉱床がある。
これらの鉱山では大規模な露天掘りで採掘が行われ、内陸部にある鉱山から積出港までは、長大な貨物列車で運ばれる。例えば南アフリカでは全長2660m、重量2万トン（南アフリカの鉄道より）の貨物列車で輸送されている（ちなみに日本の貨物列車の重量は1,000トンである）。
縞状鉄鉱床はその成分によって3種類の岩相に分類される。いずれの岩相も数cm以下の厚さの鉄分の多い層と鉄分の少ないケイ酸塩鉱物主体の層が繰り返して縞模様を呈する。鉄（Fe）を最も多く（30～35%）含有し鉄鉱石として重要なものは「酸化鉄相」と呼ばれる岩相。鉱物組成としては赤鉄鉱（Fe2O3）主体のもの、磁鉄鉱（Fe3O4）主体のもの、両者の混合物のものがある。その他にFe分が25～30%程度と少なく鉄鉱石としての値打ちはあまりない「炭酸塩相」と「珪酸塩相」がある。炭酸塩相は含鉄鉱物として炭酸塩である菱鉄鉱（FeCO3）を主体とし、珪酸塩相は鉄と珪酸塩の複雑な化合物である鉄蛇紋石（Fe6Si4O10(OH)8）を含む。
また産出状態を元に「スペリオル型」と「アルゴマ型」という分類がされる。縞状鉄鉱床の大部分はスペリオル型として産出する。これはアメリカのスペリオル湖北側の鉱床やオーストラリア、南アフリカなどの大規模鉱床に相当し、下記のシアノバクテリアの活動による酸素供給を成因とすると考えられている。成分は酸化鉄相、炭酸塩相、珪酸塩相を主としている。一方アルゴマ型はスペリオル型よりも古い時代に無酸素の状況下に生成した鉱床で、鉱床の範囲は数kmとスペリオル型よりかなり小さく、数も少ない。アルゴマ型は、周囲に火山由来の岩石が見出されることが多いので「火山活動の影響を受けた」とされ、またカルシウムとマンガンを比較的多く含むことから「炭酸塩岩として沈殿したものが堆積後の後続成作用で酸化鉄鉱物に変化した」とされている。

### 縞状鉄鉱床以外の鉄鉱床
縞状鉄鉱床より新しい（小規模な）堆積性鉄鉱床として鉄鉱層がある。これはフランスのロレーヌ地方やイギリスのエディンバラ、ニューカッスル、カーディフ周辺に分布しており、厚さ数cmから数mの層が数十kmの範囲に広がっている。鉄鉱層の生成年代は縞状鉄鉱床より新しく、古生代から中生代で、当時の陸地周辺の浅海に堆積したと考えられ、頁岩・砂岩・石灰岩などと一緒に産出する。地上の岩石が風化し、岩石に含まれていた鉄成分が海に運ばれて堆積したことが成因とされている。鉄鉱層には不純物としてリンが含まれており（P2O5として1～3%程度）、鋼として使用する際にはリンを除去する工程が必要である。

## 縞状鉄鉱床の成因Ⅰ
ここではスペリオル型の成因について解説する。縞状鉄鉱床は海中で鉄成分が沈殿したものであるが、このような大規模な鉄鉱床が（例外を除き）19億年前以前に堆積し、その後は生成していないことについて、1960年代までその詳細がよく分からなかった。その後地質学と古生物学の進歩により、縞状鉄鉱床は太古のシアノバクテリアの光合成で出来た酸素が当時海中に大量に溶解していた鉄イオンを酸化して不溶化・沈殿したものと考えられるようになった。

O_{2} 大気中の酸素分圧: 1) 38.5--24.5億年前大気は無酸素状態, 2) 24.5--18.5億年前 海中で酸素O_{2}の発生が始まるが縞状鉄鉱床として固定化されている, 3) 18.5--8.5億年前 O_{2}が海から大気中に流入し始め、大地表面が酸化されオゾン層が形成される, 4) 8.5--5.4億年前 5) 5.4億年前--現在 大気中にO_{2}が蓄積される

### 大規模鉄鉱床が生成する前の地球
30億年以上前の大気組成は二酸化炭素と窒素が主成分で、酸素は太陽の紫外線で水が分解してできる光化学反応に限られていた。その生成量は僅かで、火山ガスに由来する一酸化炭素などで完全に消費された。既に海は形成されていたが、海水に溶存している成分は今と全く異なっていた。当時の海中には2価の鉄イオン（Fe2+）が大量に存在したが、このイオンは水への溶解度が高いので安定した水溶液となっていた。生物の存在については、西オーストラリアのピルバラ地方35億年前の地層から、東京工業大学の上野雄一郎助手らが世界最古の原核生物（バクテリア）の化石を発見したが、この生物は嫌気性で、光合成能力を持っていなかった（アルゴマ型はこの時代の海中に堆積した）。

### 大規模な縞状鉄鉱床の生成
生物が進化して生物による光合成が始まった。光合成は光エネルギーを使って二酸化炭素と水から有機物を合成する反応であるが、副産物として酸素分子を生成する。光合成で作られた酸素はそれまで地表には存在しなかった物質で、酸化剤として当時の海洋環境を一変させ縞状鉄鉱床を生成した。また当時の一般的な生物にとって酸素は細胞の構成物質を破壊する有毒物質である。徐々に増えてゆく酸素に対して、従来タイプの真正細菌や古細菌類は酸素の少ない場所に生息地を移すか、酸素への適応を迫られた。海中の酸素が徐々に増えてゆくこの時期に、酸素の存在する環境に適応した真核生物が生まれた。

#### ストロマトライトの存在と縞状鉄鉱床の生成
最初の光合成の証拠として西オーストラリアの27億年前の地層から発見されたストロマトライトの化石がある。

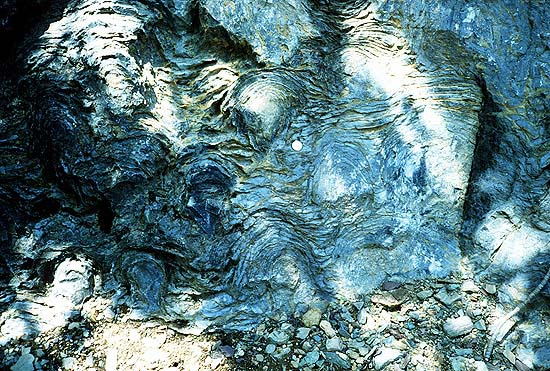
こぶのように見える先カンブリア代のストロマトライトの化石 Siyeh層中にあるものを撮影。米国モンタナ州グレイシャー国立公園

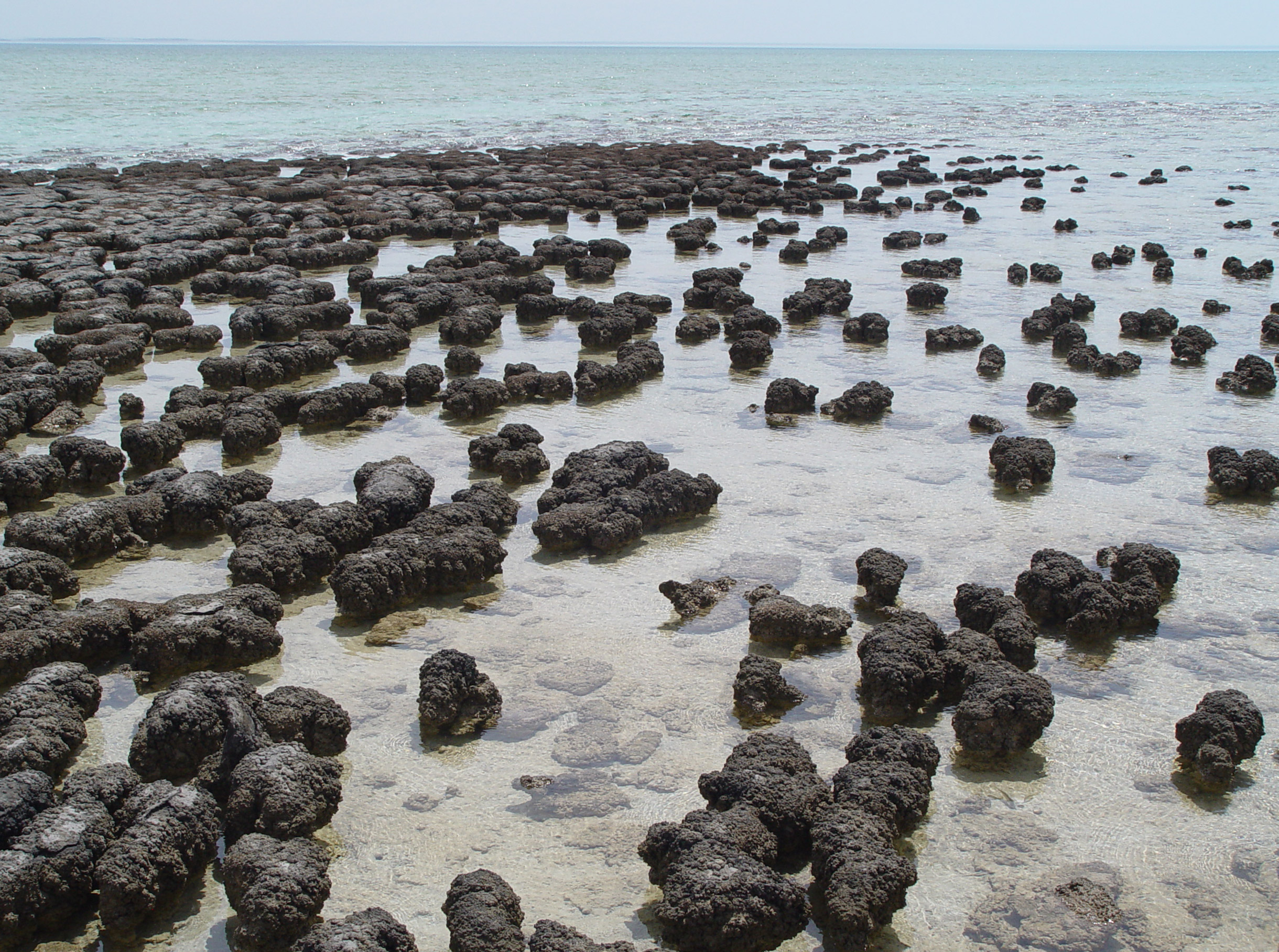
現代のストロマトライト、オーストラリア・シャーク湾

ストロマトライトは右写真のように現在も特定の海岸などでも見られるが、光合成を行うシアノバクテリア（真正細菌）のコロニーが層状に発達してできた構造。シアノバクテリアの光合成は水中に光が十分届く浅瀬で行われるが、それによって発生した酸素分子は海水に溶解して大洋中に拡散する。酸素分子は強力な酸化剤なので、海中に溶解している Fe2+ を酸化して（電子を奪って） Fe3+ に変える。Fe3+ は水に対する溶解性に乏しいため（水酸化鉄参照）水酸化第二鉄Fe(OH)3として海水から析出して沈殿した。水酸化第二鉄が脱水すると赤鉄鉱Fe2O3となる。ストロマトライトは海岸に分布しているので、鉄イオンの酸化は浅海から徐々に進んでいったと考えられる。縞状鉄鉱床の産出状況からも、陸地から遠くない大陸棚や大陸斜面の広い範囲に沈殿したと推定されている。

#### 二酸化炭素の急激な減少
海洋中の二酸化炭素は光合成によって急速に失われ、これを補うように大気中の二酸化炭素を溶かし込んで消費した。このため温室効果を減少させ気温が急激に下がったと考えられる。約22億年前に起きたヒューロニアン氷期は、温室効果の喪失によって起きたと考えられている。

#### 真核生物の誕生
アメリカミシガン州の21億年前に堆積した縞状鉄鉱床から、最古の真核生物とされる化石が見つかっている。これはグリパニア（Grypania）と名づけられた幅0.5mm長さ2mmのリボン状の化石で、単細胞としては非常に大きなサイズであることから真核生物の化石とされている。当時の「縞状鉄鉱床が生成する＝酸素が存在する」海域に真核生物が生息していた。真核生物は細胞内のミトコンドリアを使って酸素呼吸を行い高効率でエネルギーを作り出すことが出来た。

#### 大気組成の変化と縞状鉄鉱床生成の終了
光合成で生成した酸素は「海水中の鉄イオンの酸化＝縞状鉄鉱床の生成」で消費され、大気中の酸素量は僅かずつしか増えなかった。しかし20億年前頃から大気中の酸素量が目立って増えるようになった。それを示す例として赤色砂岩がある。これは陸上の河川底に堆積した岩石であるが、大気中の酸素によって鉄成分が酸化され赤色を呈する。この岩石は20億年前より古い地層からは産出しないので、この頃に大気中の酸素が増えてきたことがわかる。これらのデータから、大気中の酸素分圧は、30億年前には1億分の1気圧以下であったが、20億年前には千分の1気圧、15億年前には百分の1気圧に達したと推定されている。19億年前に海水中の鉄イオン全てが酸化されて、縞状鉄鉱床の生成が終了した。

### 縞状鉄鉱床の謎
縞状鉄鉱床の語源となった規則正しい縞の幅は0.5～3cm程度の肉眼で見えるものが多いが顕微鏡サイズのものもある。縞ができた理由については海洋条件の季節変化等考えられるが、確かな理由は明らかではない。また酸化鉄の海底への堆積が化学的な析出物の沈殿であったのか、それとも生物が関与して鉱物を作る生物鉱化作用があったのかについては、現在議論が行われている。またアルゴマ型の生成についてもはっきりとした要因は明らかでない。

## 縞状鉄鉱床の成因Ⅱ

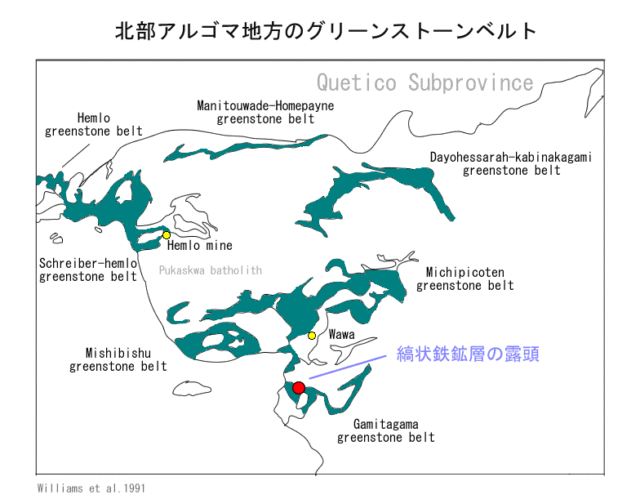
カナダ オンタリオ州 algoma地区のグリーンストーンベルト

アルゴマ型の縞状鉄鉱床は、始生代のグリーンストーンベルトに見られることの多い、火山岩や火山砕屑物中に存在する縞状鉄鉱床である。スペリオル型よりも層厚や分布域は小規模（厚さ100メートル程度、面積は数10平方キロメートル以下が大半）であり、炭酸塩相と硫化物相の発達が顕著で一般に水平方向の相変化も激しい。縞状構造もスペリオル型よりも不明瞭である。カナダ楯状地のグリーンストーンベルトを研究した Goodwin (1973) などでは、アルゴマ型鉄鉱床の成因は火山活動による噴気と考えられている。アルゴマ型鉄鉱床では金の鉱化作用も見られているが、これは始生代の火成活動を示唆しており、見解と矛盾しない。
一方、アルゴマ型・スペリオル型共に、ユウロピウム量が強い正の異常を示すことや、ネオジム量がマントル物質（海嶺玄武岩）の値に近いことが報告されている。このことから、鉄やシリカの起源を火成活動ではなく熱水活動による噴出物に求める説も提唱されている。この見解では、始生代の中央海嶺などで、鉄分や珪酸塩、炭酸塩分が海水に供給され酸化と還元が行われて堆積し縞状鉄鉱が形成されたことになる。シアノバクテリアなどを含む全ての細菌の祖先は、熱水噴出孔から発生したのではないかと考えられており、スノーボールアース（全球凍結）の時代には、極低温の地球において深海底の熱水噴出孔だけに生き残った細菌が次の新しい生態系の元になったと考えられている。

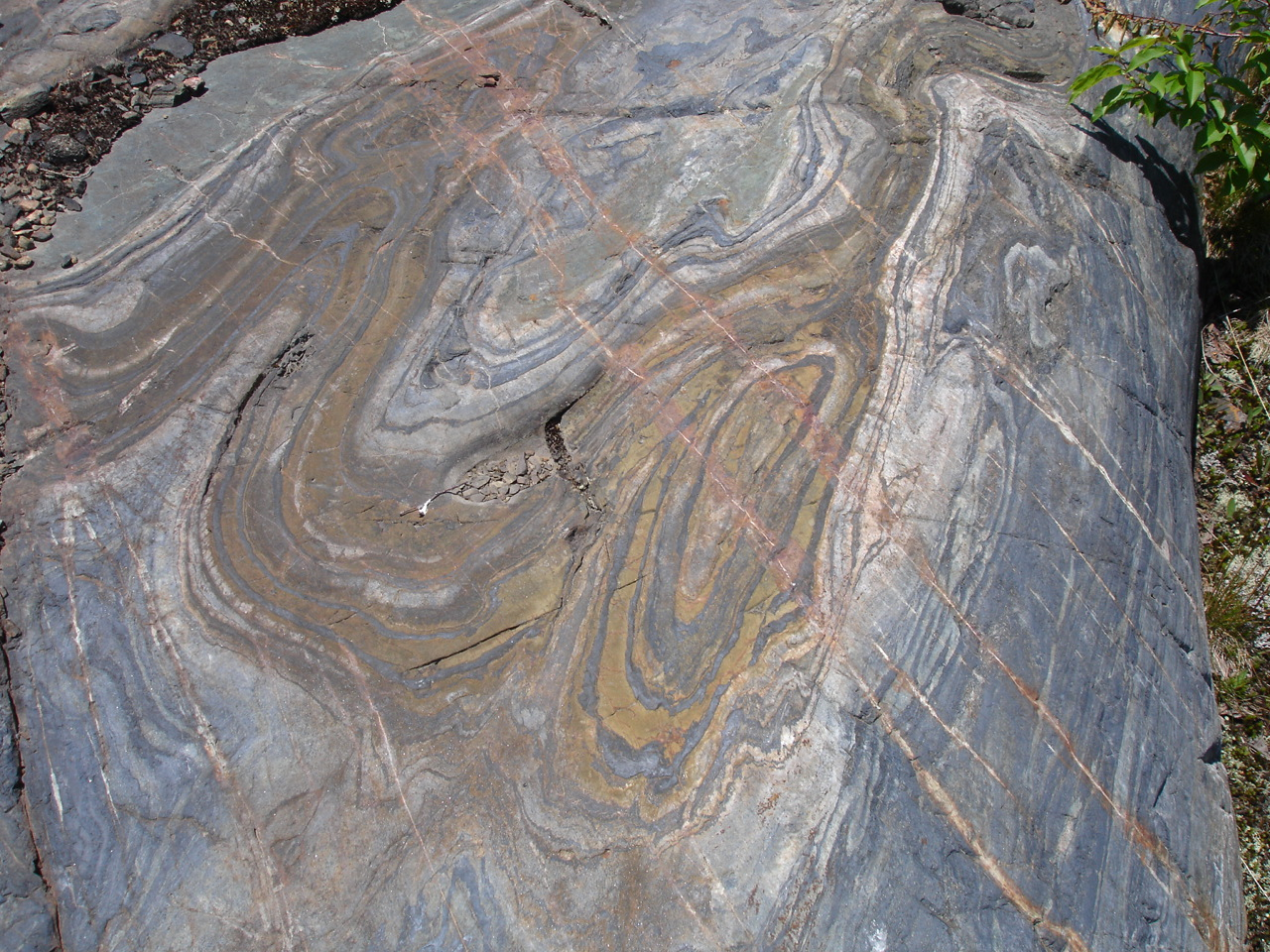
氷河で削られた鉄鉱層の表面
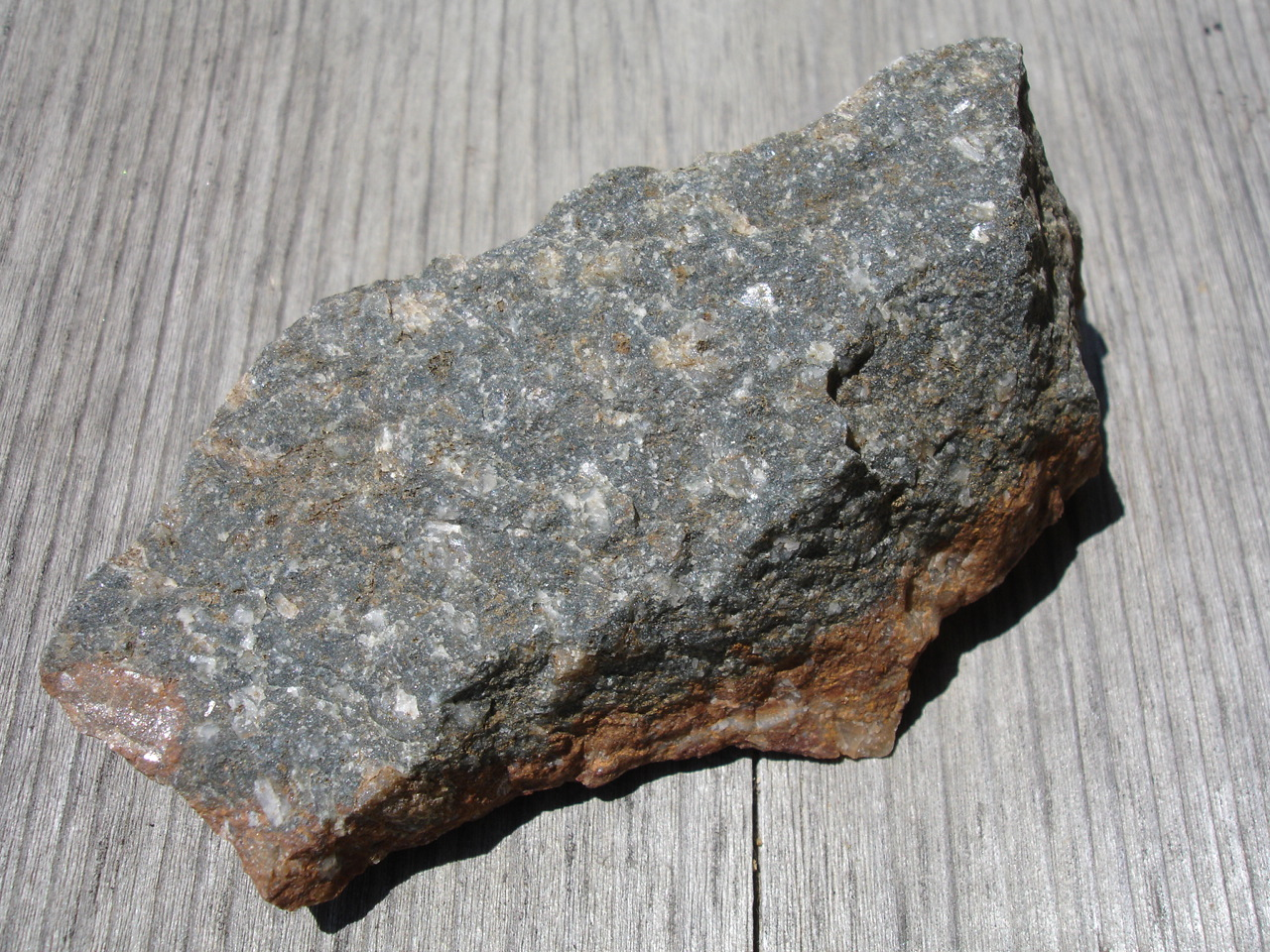
縞状鉄鉱層下部のグリーンストーンベルトの火山岩
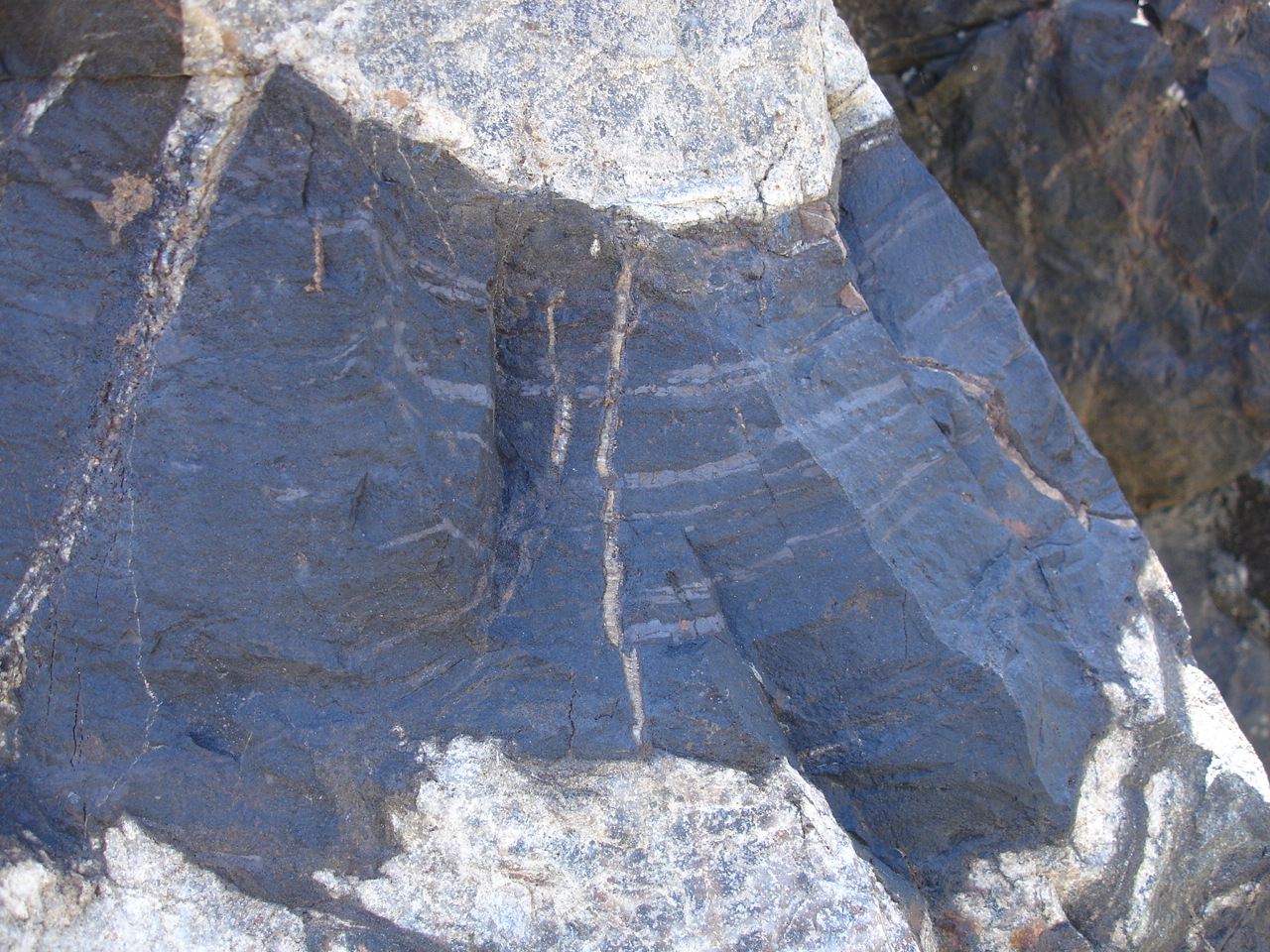
Wawaの縞状鉄鉱層 鉄珪酸塩相と厚い磁鉄鉱層
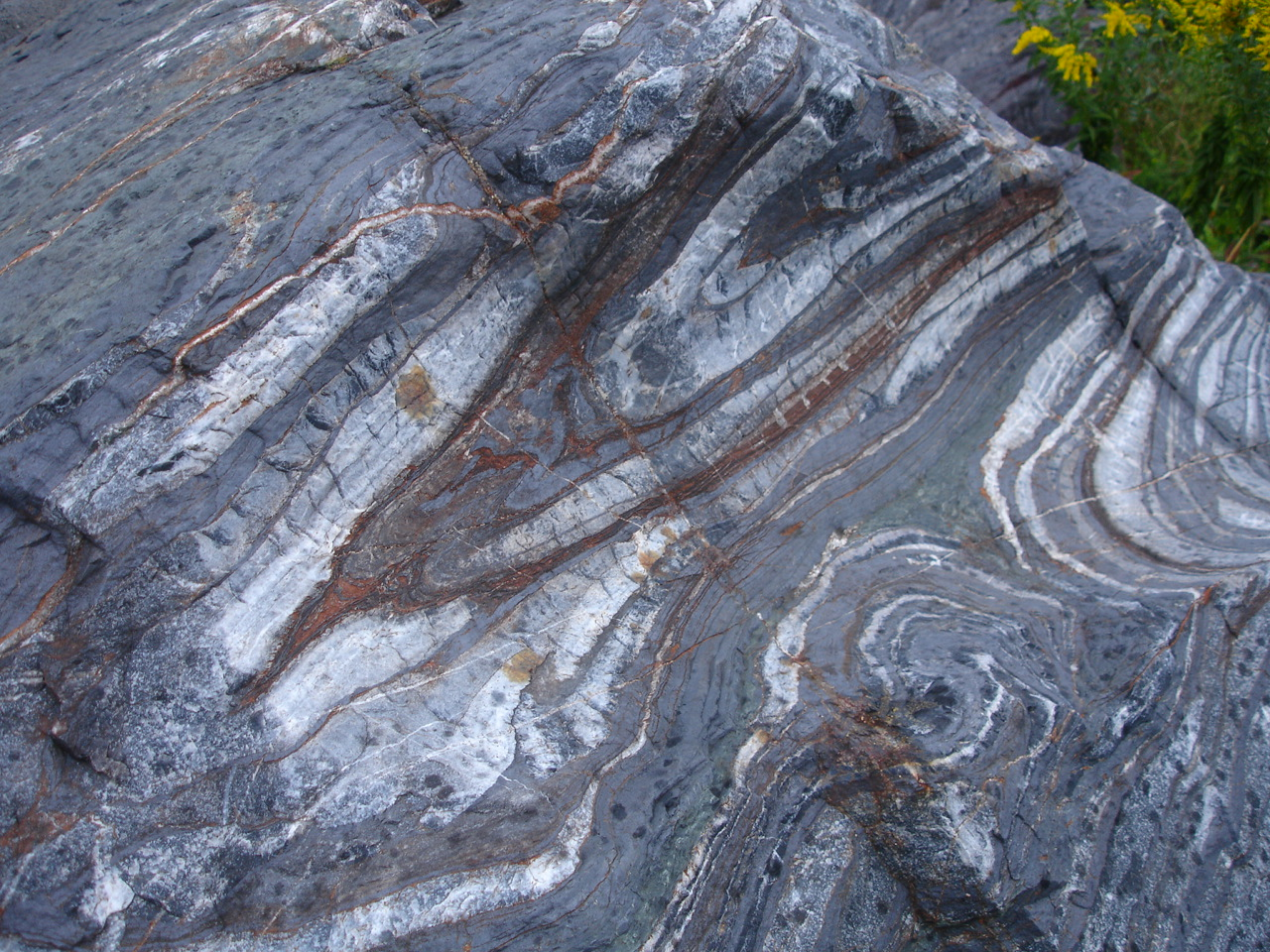
シャーマンマインの縞状鉄鉱
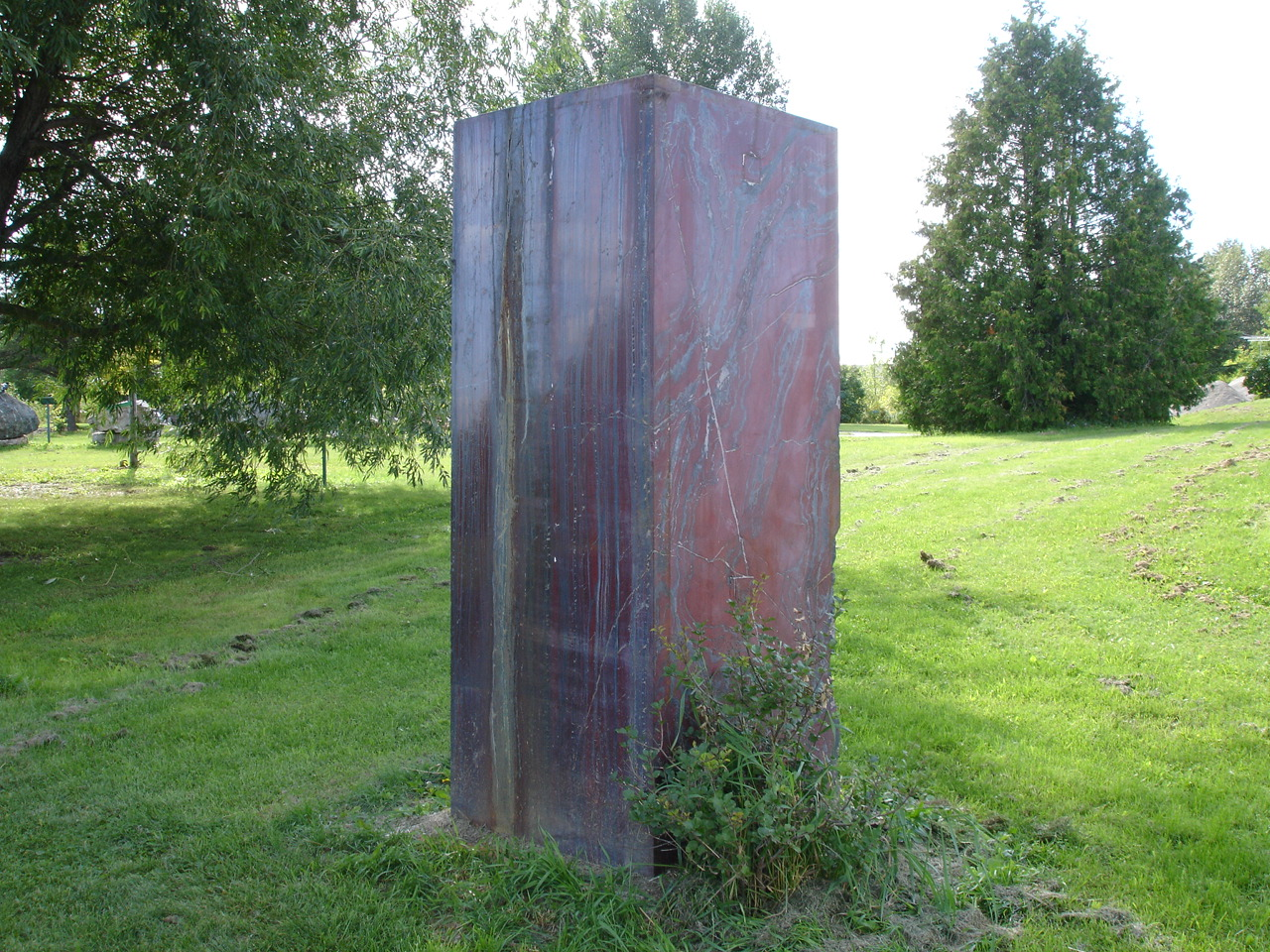
Hailey bury鉱山学校にあるシャーマンマインのBIF
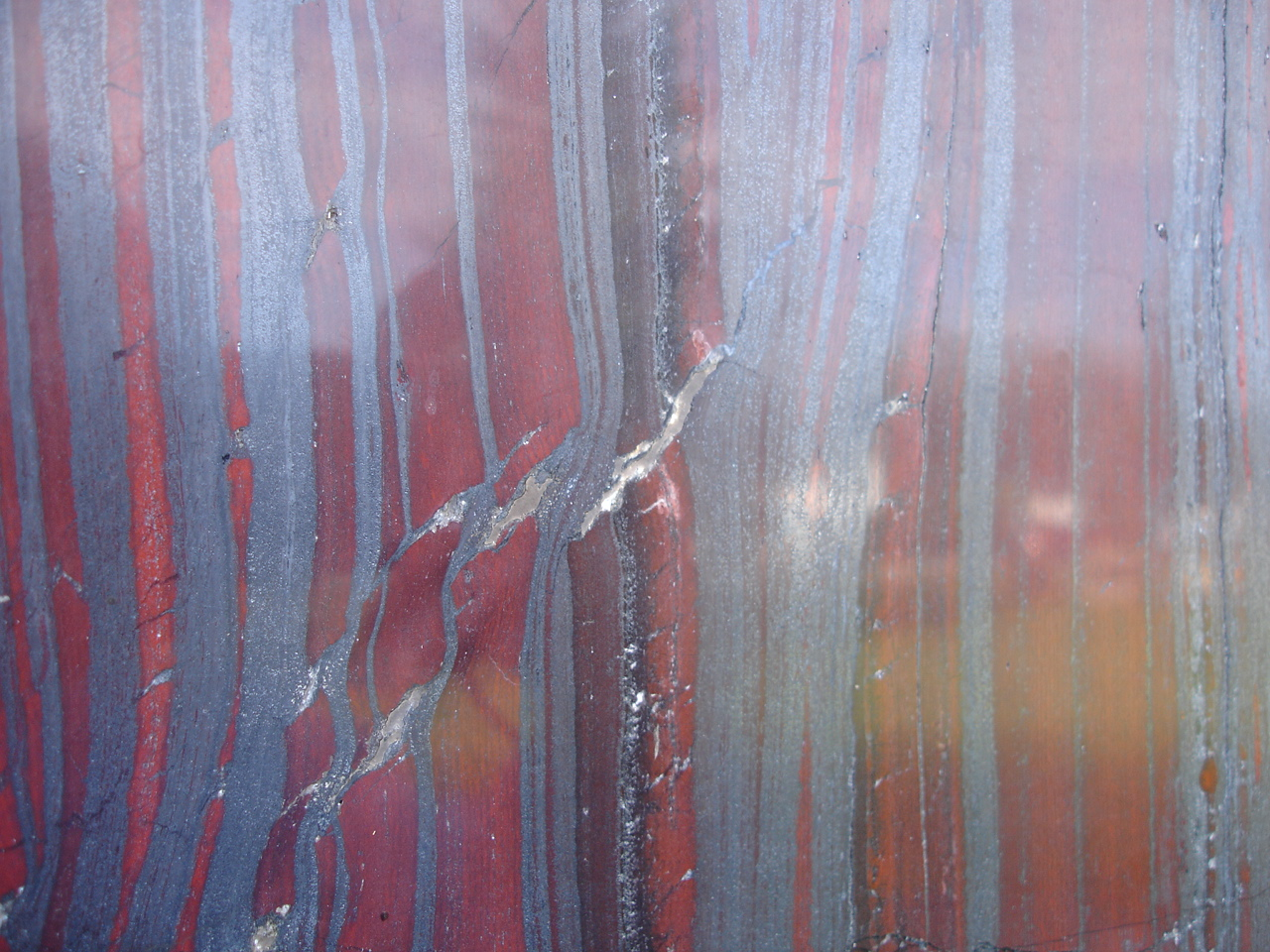
シャーマンマインのBIF拡大

## スノーボールアース時代
上記のように縞状鉄鉱床は海中に酸素分子が殆ど存在しない条件下で生成するが、大気中の酸素量が十分多かった7億年前にも大規模な縞状鉄鉱床の生成があった。この時代の地層には全世界的に氷河が堆積していたことが知られている。1992年に、全世界的な氷河と縞状鉄鉱床の生成を結びつけて、「この時代に地球表面が全面的に結氷した」とするスノーボールアース仮説が提唱された。そのシナリオは次の通り。
- 全面結氷により大気から海中への酸素供給が不可能となった。
- 厚い氷の下では光合成が殆ど行われず、海水が無酸素の状態になった。
- 無酸素下で2価の鉄イオンが安定して存在する条件となって鉄の海中への溶解が進んだ。
- スノーボールアースが終了し大気中から海に酸素が供給され、大量の酸化鉄が海底に堆積して縞状鉄鉱床が生成した[3]。

## 各年代別産地

### 38億年前
この時期には生物光合成の証拠は無い。アルゴマ型が生成した時代。規模は後の年代のものに比べてかなり小さい。
- グリーンランド イスア

### 30億年前から19億年前まで
スペリオル型の大規模な鉱床が生成した時期。
- アメリカ スペリオル
- 西オーストラリア イルガーン
- 西オーストラリア ハマースレイ
- 南アフリカ トランスバール
- ウクライナ クリヴィー・リフ
- カナダ ラブラドル・トラフ
- ジンバブエ
- ベネズエラ

### 27億年前頃
始生代と原生代の花崗岩体から片麻岩体に存する、グリーンストーンベルトが形成された時期。
- カナダ オンタリオ州やケベック州のグリーンストーンベルト帯

### 7億年前
スノーボールアースの時代に相当、堆積量は前時代よりも少ない。
- カナダ ラピタン
- ブラジル ウルクム
- ナミビア ダマラ

産地のデータは